# Transformada ràpida de Walsh-Hadamard

La transformada ràpida de Walsh-Hadamard aplicada a un vector de longitud 8.

En matemàtiques computacionals, la transformada ràpida de Walsh-Hadamard ordenada de Hadamard (amb acrònim anglès FWHTh) és un algorisme eficient per calcular la transformada de Walsh-Hadamard (WHT). Una implementació ingènua del WHT de l'ordre {\displaystyle n=2^{m}} tindria una complexitat computacional de O({\displaystyle n^{2}}). El FWHT h només requereix {\displaystyle n\log n} sumes o restes.
El FWHT h és un algorisme de dividir i conquerir que trenca recursivament un WHT de mida {\displaystyle n} en dos WHT més petits de mida {\displaystyle n/2}. Aquesta implementació segueix la definició recursiva de la {\displaystyle 2^{m}\times 2^{m}} matriu de Hadamard {\displaystyle H_{m}}:
{\displaystyle H_{m}={\frac {1}{\sqrt {2}}}{\begin{pmatrix}H_{m-1}&H_{m-1}\\H_{m-1}&-H_{m-1}\end{pmatrix}}.}
El {\displaystyle 1/{\sqrt {2}}} els factors de normalització de cada etapa es poden agrupar o fins i tot ometre.
La transformació ràpida de Walsh-Hadamard ordenada per seqüència, també coneguda com a transformada ràpida de Walsh-Hadamard, FWHTw, s'obté calculant la FWHT h com a anterior, i després reordenant les sortides.
Una implementació senzilla i ràpida no recursiva de la transformada de Walsh-Hadamard es desprèn de la descomposició de la matriu de transformada de Hadamard com {\displaystyle H_{m}=A^{m}}, on A és m -essa arrel de {\displaystyle H_{m}}.

Transformada Fast Walsh–Hadamard dela funció lògica 1010 0110.

La funció original pot ésser expressada mitjançant el seu espectre de Walch com un polinomi aritmètic.

Exemple de codi Python:
```
def
 
fwht
(
a
)
 
->
 
None
:

 
'''In-place Fast Walsh–Hadamard Transform of array a.'''

 
h
 
=
 
1

 
while
 
h
 
<
 
len
(
a
):

 
# perform FWHT

 
for
 
i
 
in
 
range
(
0
,
 
len
(
a
),
 
h
 
*
 
2
):

 
for
 
j
 
in
 
range
(
i
,
 
i
 
+
 
h
):

 
x
 
=
 
a
[
j
]

 
y
 
=
 
a
[
j
 
+
 
h
]

 
a
[
j
]
 
=
 
x
 
+
 
y

 
a
[
j
 
+
 
h
]
 
=
 
x
 
-
 
y

 
# normalize and increment

 
a
 
/=
 
2

 
h
 
*=
 
2

```